# Silver Wind
Die Silver Wind ist ein Kreuzfahrtschiff der Reederei Silversea Cruises mit Sitz in Monaco. Sie wurde von 1993 bis 1995 unter der Baunummer 776 von der Werft T. Mariotti gebaut und fährt seitdem unter der Flagge der Bahamas mit Heimathafen Nassau.
Die Silver Wind ist das Schwesterschiff der knapp ein Jahr vorher in Betrieb genommenen Silver Cloud, weicht in der Innenaufteilung aber leicht von dieser ab.
2021 wurde das Schiff bei Remontowa in Danzig renoviert und zu einem Expeditionsschiff mit Eisklasse 1C umgebaut. Damit folgt sie ihrem Schwesterschiff Silver Cloud, welches bereits im Jahr 2017 zu einem Expeditionsschiff mit Eisklasse umgebaut wurde.

## Ausstattung
Den Passagieren stehen sechs der neun Decks zur Verfügung. Die 149 Kabinen
(davon zwei behindertengerecht) werden von der Reederei alle als „Suiten“ bezeichnet und haben eine Mindestgröße von 22 m². Einige Suiten können mit drei Personen belegt werden, dann sind maximal 319 Passagiere möglich. Es gibt drei Restaurants, ein Theater, einen Swimmingpool sowie mehrere Zodiak-Boote für Anlandungen bei Expeditionsfahrten. Die Bordsprache ist Englisch.